# Usine Georges-Besse
Pour les articles homonymes, voir Eurodif, Georges Besse et Usine Renault de Douai.
L’usine Georges-Besse, dénommée usine Eurodif de 1978 à 1988 (pour European Gaseous Diffusion Uranium Enrichissement Consortium), était une installation nucléaire spécialisée dans l’enrichissement de l'uranium par diffusion gazeuse. L’usine, désormais en phase de démantèlement nucléaire, est implantée dans le site nucléaire du Tricastin à Pierrelatte dans la Drôme.
Sur l'initiative du président de la République Georges Pompidou fin 1969 afin de doter la France d'une autonomie complète sur le cycle du combustible nucléaire, un accord est signé entre la France, la Belgique, l'Italie et l'Espagne en 1972. L'usine est inaugurée en 1979 et exploitée pendant 33 ans par une filiale de Areva NC, Eurodif SA. Avec Urenco, qui fonctionne sur la base d'un accord entre l'Allemagne, le Royaume-Uni et les Pays-Bas, il s'agissait de la seule usine d'enrichissement d'uranium qui fonctionnait sur la base d'un accord multinational.
Le site nucléaire du Tricastin comprend de nombreuses installations nucléaires, dont les plus imposantes sont la centrale nucléaire du Tricastin, l’ancienne usine Georges-Besse et la nouvelle usine Georges-Besse II d'enrichissement par centrifugation.
L'uranium enrichi produit était utilisé comme combustible par les centrales nucléaires françaises et de nombreuses centrales étrangères. L'uranium enrichi produit par cette usine alimentait environ 90 réacteurs à eau pressurisée, la filière nucléaire la plus largement répandue dans le monde, dont les 58 réacteurs français. Eurodif SA comptait parmi ses clients EDF et plus de 30 compagnies d'électricité dans le monde, et avait pour principaux concurrents les États-Unis et la Russie.

## Histoire

### Genèse du projet
Fort de l'expérience acquise avec l'usine militaire de Pierrelatte et devant la nécessité de disposer d'une telle installation d'enrichissement pour développer un programme nucléaire civil autonome, le Président Georges Pompidou propose fin 1969, à La Haye, aux pays européens intéressés de s'associer à des études de faisabilité d'une usine d'enrichissement de taille internationale. Un accord est signé avec les principaux pays européens à Paris, le 25 février 1972, pour former une association qui, sous le nom d'Eurodif, avait pour mission d'étudier « les perspectives économiques liées à la réalisation, en Europe, d'une usine d'enrichissement de l'uranium par le procédé de diffusion gazeuse, compétitive sur le plan mondial ». Font partie de cette association dont la durée de vie n'est statutairement que de deux ans : la France, la Belgique, la Grande-Bretagne, l'Italie, les Pays-Bas et la république fédérale d'Allemagne. En 1972, l'Espagne et la Suède sont admises dans le groupement, mais en 1973 la Grande-Bretagne, les Pays-Bas décident de se retirer du groupement.
Le 22 novembre 1973 le gouvernement français approuve le projet de construction de l'usine d'Eurodif, usine de séparation isotopique atteignant la capacité de 9 millions d'UTS. Sa réalisation est confiée au CEA. Parallèlement le capital de la société Eurodif est porté de 100 000 F à 100 millions pour faire face aux premiers besoins financiers . Georges Besse est nommé Président du directoire de la société Eurodif. Deux sites sont en concurrence : le site français de Tricastin, dans la vallée du Rhône, et celui de Tarquinia en Italie. En février 1974, le site de Tricastin est retenu. Le  coût est évalué à 7,4 milliards de francs 1973, auxquels il convient d'ajouter environ 5 milliards de francs pour la construction de quatre réacteurs nucléaires d'E.D.F. destinées à lui fournir les 3 600 MW électriques nécessaires à son fonctionnement.
Le conflit israélo-arabe, notamment la guerre du Kippour en 1973 ainsi que le premier choc pétrolier qui conduit le prix du pétrole à doubler deux fois en octobre 1973, mettent brutalement en évidence la dépendance énergétique des pays occidentaux et leur fragilité en la matière au moment où la France connaît une extraordinaire croissance économique. La mise en place d'un important programme électronucléaire est alors engagée sous le nom de « Plan Mesmer ». La mise à disposition de l'usine d'enrichissement devient urgente.

### Entrée de l'Iran dans la société Eurodif
En 1974, la part suédoise de 10 % dans Eurodif était parvenue à l'Iran à la suite d'un accord franco-iranien datant du 27 juin. Cet accord prévoyait la vente par la France de cinq centrales atomiques américaines (licence Framatome, l'approvisionnement de l'Iran en uranium enrichi, la construction par Technicatome d'un centre nucléaire comportant trois réacteurs de recherche, l'exploitation en commun des gisements d'uranium qui pourraient être découverts en Iran et celle de gisements dans des pays tiers, la formation des scientifiques iraniens, ainsi que « l'accès de l'Iran à l'industrie de l'enrichissement de l'uranium ».
Le Commissariat à l'énergie atomique (CEA) français et l'Organisation iranienne à l'énergie atomique ont alors fondé la Sofidif (Société franco–iranienne pour l’enrichissement de l’uranium par diffusion gazeuse), possédant respectivement 60 % et 40 % des parts. En retour, la Sofidif a acquis une part de 25 % dans Eurodif, ce qui donnait à l'Iran une minorité de blocage dans Eurodif. Le reste des 75 % d'Eurodif étaient répartis entre le CEA (27,8 % des parts), et trois actionnaires minoritaires (l'Italie, l'Espagne, la Belgique).
En tant qu'actionnaire, l'Iran avait un droit d'enlèvement sur 10 % de l'uranium enrichi par Eurodif.
Reza Shah Pahlavi a prêté un milliard de dollars US à la suite d'un accord signé en décembre 1974, lors du voyage officiel du Premier ministre Jacques Chirac à Téhéran, et prévoyant l'entrée de l'Iran dans Eurodif,, puis encore 180 millions USD en 1977, pour la construction de l'usine Eurodif, afin d'avoir le droit d'acheter 10 % de la production d'uranium enrichi du site.
Les contrats sur la vente de centrales et d'équipements ont été signés à Téhéran le 18 novembre 1974 par Michel d'Ornano, Ministre de l'Industrie et de la Recherche, et son homologue iranien, la France vendant finalement deux centrales Westinghouse à l'Iran (fourniture partagée entre la France et la RFA).

### Autorisation et construction

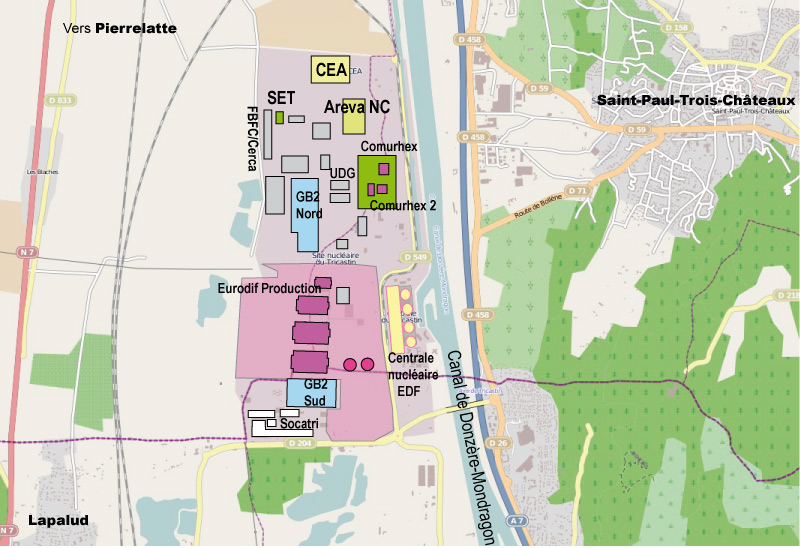
Localisation de l'usine George-Besse exploitée par Eurodif Production sur le site nucléaire du Tricastin.

Le décret du 8 septembre 1977 autorise finalement la création, par la société Eurodif Production (pour European Gaseous Diffusion Uranium Enrichissement Consortium), d’une usine d'enrichissement de l'uranium par diffusion gazeuse implantée dans le site nucléaire du Tricastin à Pierrelatte. Les Belges, Espagnols et Italiens participent au programme. 
En avril 1979, le Premier ministre Raymond Barre inaugure l'usine d'Eurodif. Dans le même temps, l'ayatollah Khomeini rompt le contrat de fourniture de centrales nucléaires passé avec la France. Mais il confirme l’actionnariat dans Eurodif de l’Iran qui possède toujours 10 % des parts de cette usine. La France refuse de laisser l'Iran exercer son statut d'actionnaire d'Eurodif.
À la suite de l'assassinat de Georges Besse le 17 novembre 1986 par des terroristes du Groupe « Action directe », l'usine Eurodif est baptisée le 5 mars 1988 « Georges Besse » en sa mémoire.

### Contentieux avec l'Iran et assassinat de Georges Besse
Lors de la Révolution islamique de 1979, l'ayatollah Khomeini, exilé en France, revient en Iran et prend le pouvoir. Au départ soutenu par la France ainsi que par les États-Unis, qui ne songent alors qu'à faire tomber le chah, les dirigeants de l'Iran vont bientôt se retourner contre Paris et Washington. Téhéran suspend alors ses paiements et réclame le remboursement du prêt en faisant pression sur la France.
En 1981, après la mise en service de l'usine Eurodif, l'Iran réclame 10 % de la production d'uranium enrichi auquel il a contractuellement droit, ce que la France refuse. De 1981 à 1991, le régime des mollahs est soupçonné d'avoir perpétré plusieurs assassinats, prises d’otages et attentats meurtriers : probablement des centaines de Français ont payé de leur vie avant que la France et l’Iran ne règlent le contentieux Eurodif,.
Le 17 novembre 1986, après plusieurs attentats meurtriers à Paris, attribués (pour ceux de septembre) aux FARL (dirigées par Georges Ibrahim Abdallah) et l'enlèvement de journalistes français (Jean-Paul Kauffmann, Michel Seurat, …) retenus en otages au Liban par des groupes liés à l'Iran, la France signe un accord partiel, prévoyant le remboursement de 330 millions de dollars (accord rendu public par un communiqué du Quai d'Orsay), mais refuse de fournir toute livraison d'uranium enrichi. Le même jour se produit l'assassinat de Georges Besse, PDG de Renault mais surtout le fondateur d'Eurodif. Selon Dominique Lorentz, les terroristes l'avaient déjà désigné en prenant pour cible, le 14 septembre 1986, le Pub Renault.
Selon Dominique Lorentz qui s'appuie en particulier sur Roland Jacquard, Action directe, qui accepta la paternité de l'assassinat de Besse, était lié aux FARL[réf. à confirmer], toutes organisations qui « agissaient en l'occurrence pour le compte de la République islamique, au même titre que le Jihad islamique et le Hezbollah ». Ces informations, provenant des services de renseignement antiterroristes français, sont mises en doute par d'autres personnes, qui soulignent le paradoxe consistant à voir un groupe d'inspiration autonome et marxiste-léniniste appuyer le « régime des mollahs ».
Le versement de 330 millions de dollars a lieu le 22 novembre 1986. Néanmoins, les Iraniens affirment alors que le contentieux comportait d'autres éléments. Reza Amrollahi, vice-premier ministre et président de l'Organisation iranienne à l'énergie atomique, voyage en France en décembre 1986 et visite l'usine Eurodif, proposant de reprendre la coopération nucléaire, mais aucun accord n'est signé.

### Otages au Liban et accord avec l'Iran
Selon D. Lorentz, l'affaire des otages du Liban est de part en part traversée par l'enjeu du règlement du contentieux financier qu'est Eurodif. Ainsi, le 24 décembre 1986, un otage fut libéré ; mais le 13 janvier 1987, le journaliste Roger Auque fut enlevé à Beyrouth. Rappelant l'enquête de Lorentz, Le Dauphiné libéré écrit ainsi : « Les diplomates Marcel Carton et Marcel Fontaine, le journaliste Jean-Paul Kauffman retenu plus de 3 ans en otage au Liban, les attentats meurtriers de la Fnac, du Pub Renault, l'assassinat de Georges Besse, patron du nucléaire français et hostile aux négociations avec l'Iran, et d'autres encore, ont payé, dans les années 1980, le prix du contentieux Eurodif. »
En décembre 1987 a lieu un 2e versement officiel de 330 millions de dollars par la France à l'Iran.
Le 6 mai 1988, entre les deux tours de l'élection présidentielle, les otages français sont libérés. Le Premier ministre Jacques Chirac assure dans un accord avec l'Iran des « garanties politiques sur l'octroi sans restrictions par le gouvernement français de licence d'exportation d'uranium enrichi » et le rétablissement du statut d'actionnaire de l'Iran dans Eurodif sous la condition du retour des derniers otages du Liban.
Le ministre des Affaires étrangères Roland Dumas intervient dans le règlement du contentieux financier en discutant avec son homologue Ali Akbar Velayati en février 1989, bien que deux ans plus tard, l'assassinat de l'ancien premier ministre Chapour Bakhtiar met fin au rapprochement. Roland Dumas déclarera d'ailleurs, en janvier 2008 : « C’est moi qui ai négocié le remboursement de la dette iranienne dans Eurodif. L’Iran dispose encore d’une part infime dans ce consortium. Cela peut constituer un moyen de négociation pour permettre le contrôle des puissances occidentales sur l’armement nucléaire iranien, si tout le monde en était d’accord. ».
En septembre 1989, le président François Mitterrand confie au secrétaire d’État du Ministre des Affaires étrangères, François Scheer, la formalisation d'un accord définitif de règlement du contentieux franco-iranien.

### Accord financier
Finalement un accord, dont certains points restent secrets, est trouvé en 1991 : la France remboursa plus de 1,6 milliard de dollars tandis qu'Eurodif fut indemnisée de commandes annulées par l'Iran. L’Iran est rétabli dans son statut d’actionnaire d’Eurodif via un consortium franco-iranien nommé Sofidif, avec le droit de prélever 10 % de l’uranium enrichi à des fins civiles.
Selon Enerzine, « de source diplomatique française, on indique que l'Iran est bien membre d'Eurodif. Mais en l'absence de centrale nucléaire civile opérant en Iran, il n'y a pas de livraison d'uranium enrichi. ». Le 11 avril 2007, le Ministère des Affaires étrangères a réaffirmé l'actionnariat de l'Iran à Eurodif, tout en affirmant que selon les termes de l'accord de 1991, l'Iran n'a aucun droit à enlever de l'uranium enrichi ni d'accès aux technologies du nucléaire, mais seulement aux gains financiers qui résultent de sa présence dans le consortium. Mais, en raison de la Résolution 1737 du Conseil de sécurité des Nations unies (23 décembre 2006), qui gèle les avoirs de l'Organisation iranienne à l’Énergie atomique, les fonds dus sont actuellement bloqués.

### Fermeture
La durée de vie de l'usine était estimée lors de la construction à 25 ans, ce qui aurait conduit à une fin d'activité en 2003. Toutefois des opérations de maintenance et de modernisation des bâtiments ont permis de prolonger cette durée de vie de 9 ans.
La date de fermeture et de démantèlement d'Eurodif a été l'objet de négociations difficiles entre EDF et Areva, pour lesquelles l'ancien premier ministre français François Fillon avait demandé un accord rapide.
En 2011, la catastrophe de Fukushima a entrainé une forte baisse de la demande mondiale en uranium enrichi. En particulier, l'usine Georges-Besse alimentait jusqu'à l'accident de Fukushima en mars 2011 les centrales nippones, désormais pratiquement toutes à l'arrêt. La fermeture de l'usine a donc été avancée au 10 mai 2012, date à laquelle a commencé la procédure d'arrêt de production de l'usine.

### Démantèlement
Le 7 juin 2012, l'usine a cessé définitivement ses activités d’enrichissement. Le démantèlement débutera par la récupération d'environ 300 tonnes de matières radioactives et chimiques pour faire baisser le niveau de radioactivité. Pour cela, le procédé PRISME (projet de rinçage intensif suivi d'une mise à l'air d'Eurodif) devrait débuter dès février 2013. Ce procédé prisme utilisera des tonnes de trifluorure de chlore, c’est la première fois dans le monde qu’un tel tonnage sera utilisé, pour laver autant de tuyauteries.
Selon le réseau sortir du nucléaire, le démantèlement de l'usine entraine un risque pour les travailleurs ainsi que l'augmentation des rejets de l'installation.
Une enquête publique est ouverte début 2017 avant le démantèlement de l'usine d'enrichissement. Trente ans de travaux sont prévus pour évacuer 300 000 tonnes de déchets, dont 200 000 tonnestrès faiblement radioactifs à vie longue, en particulier 150 000 tonnes d'acier. Depuis 2015, une première phase d'assainissement a été réalisée, permettant de récupérer 350 tonnes d'hexafluorure d'uranium. Les travaux pourraient commencer en 2018 et occuper 300 salariés en moyenne.
En février 2020, Orano obtient l’autorisation de démarrer le démantèlement de l’usine d’enrichissement. La déconstruction des deux tours de refroidissement, prévue sur 18 mois, a débuté en avril 2025, le démantèlement de l'usine Georges-Besse devrait s'étendre jusqu'en 2051,.

## Descriptif
L'usine, baptisée en 1988 Georges Besse, du nom du premier président du directoire de la société d'Eurodif Production, était une installation nucléaire spécialisée dans la séparation isotopique de l'uranium par diffusion gazeuse. Elle fournissait en uranium enrichi une quarantaine de producteurs d'électricité dans le monde dont Électricité de France, soit une centaine de réacteurs nucléaires. Elle produisait en 2007 un quart de la production d'uranium enrichi du monde.
L'uranium contient naturellement 0,7 % d'uranium 235, l'isotope fissile à l'origine de la réaction en chaîne. Il était enrichi jusqu'à 5 % d'uranium 235 par un procédé de diffusion gazeuse utilisant l'hexafluorure d'uranium (UF6) : l'uranium était transformé sous forme gazeuse (hexafluorure d'uranium) puis poussé par des compresseurs à travers une cascade de diffuseurs contenant des barrières de diffusion poreuses pour séparer les atomes d'uranium 235 des atomes d'uranium 238 plus lourds. Le processus était répété 1 400 fois pour produire de l'uranium enrichi utilisable dans les réacteurs nucléaires (3 à 5 % d'uranium fissile).
À cette fin, les compresseurs de l'usine d'enrichissement (des moteurs électriques de plusieurs mégawatts) consommaient environ 15 TWh par an, or la centrale nucléaire de Tricastin produisant environ 25 TWh/an, on peut donc en déduire que 60 % de la production de la centrale de Tricastin, soit près de trois des quatre réacteurs, étaient utilisés pour alimenter Eurodif, ce qui faisait d'Areva le plus important client d'EDF.
L'uranium enrichi par l'usine Georges Besse était assemblé à la FBFC puis envoyé en train jusqu'aux centrales nucléaires. L'usine George-Besse était alimentée en  hexafluorure d'uranium (UF6) par l'usine de Comurhex, présente elle aussi sur le site nucléaire du Tricastin (voir Transport du combustible nucléaire).
L'eau chaude produite par l'usine possédait une température plus élevée que celle produite par la centrale nucléaire. Ceci explique le fait qu'Eurodif n'a pas eu l'autorisation d'utiliser l'eau du canal de Donzère-Mondragon (canal du Rhône) pour la refroidir. C'est pourquoi il y a deux tours de refroidissement sur le site. Celles-ci étaient donc utilisées exclusivement par Eurodif. De plus, cette eau chaude permettait d'alimenter la Ferme aux crocodiles, les bâtiments sportifs, les serres agricoles et 2 500 logements de la ville de Pierrelatte.

## Sûreté nucléaire

### Cadre réglementaire
L'usine a été autorisée par le décret du 8 septembre 1977, modifié par le décret du 22 juin 1984.
La loi du 13 juin 2006 relative à la transparence et à la sécurité en matière nucléaire, dite loi TSN, notamment son article 29, précise que les installations nucléaires doivent être autorisées par un décret du Premier ministre après instruction des autorités compétentes. L’exploitant doit à cet effet déposer un dossier démontrant comment son installation fonctionnera, en limitant au maximum les impacts sur l’homme et son environnement et en maîtrisant les risques associés. Après une instruction technique, le public est consulté dans le cadre d'une enquête publique et au travers d'éventuels autres organismes (Commission locale d'information, Autorité environnementale, Autorité de sûreté nucléaire). Le décret d’autorisation de création fixe le périmètre et les caractéristiques de l’installation, les règles particulières auxquelles doit se conformer l’exploitant et les prescriptions techniques.
Dans le cadre de cette nouvelle réglementation, l’usine Georges-Besse II est l'installation nucléaire de base numéro 93, autorisée par décret du 27 avril 2007 qui a modifié le précédent décret de 1984.

### Impacts sur l'environnement
Chaque année, près de 21 000 analyses en laboratoire sont effectuées sur 9 500 échantillons prélevés dans le milieu naturel (air et végétaux, eaux de pluie, d'irrigation et de pompage, nappes phréatiques, végétaux, etc.) en 200 points géographiques répartis sur le site et dans son proche environnement. Les résultats de ces analyses sont rendus publics après calculs spécialisés et vérifications.[réf. nécessaire]

### Sources
- Alain Mallevre,  L’histoire de l’énergie nucléaire en France de 1895 à nos jours [PDF], 2006

1. ↑  p.  22

- Débat public sur la construction de l'usine Georges Besse II - Dossier du maître d'ouvrage [PDF], septembre 2004

1. 1 2  p.  43
2. ↑  p.  17

- Simone Courteix, La coopération européenne dans le domaine de l'enrichissement de l'uranium, 1974

1. ↑  p.  777
2. ↑  p.  778
3. ↑  p.  779
4. ↑  p.  782

### Autres références
1. 1 2 3 4 5 6 7   Olivier Meier, « Iran and Foreign Enrichment: A Troubled Model », Arms Control, janvier-février 2006
2. ↑  Dominique Lorentz, Secret atomique, ou la véritable histoire des otages français au Liban, Les Arènes, 2002, p.32-33
3. 1 2 3 4  Lorentz, 2002, p.34.
4. ↑  D. Lorentz, 2002, p.35, qui cite Le Monde du 15 septembre 1976, du 7 février 1988, et un entretien avec François Scheer diffusé dans La République atomique
5. 1 2 3 4   Jean-Xavier Piéri, « L'Iran détient 10 % du Tricastin : le contentieux Eurodif » « Copie archivée » (version du 22 janvier 2009 sur Internet Archive), Le Dauphiné libéré, 5 mars 2008
6. ↑   D. Lorentz, 2002, pp.35-36
7. ↑  Nader Barzin, Économie politique de l'industrie nucléaire iranienne, Thèse à l'EHESS, 2004
8. ↑   D. Lorentz, 2002, p.35
9. ↑  décret du 8 septembre 1977
10. ↑  [PDF]Pierre Messmer, « Un premier ministre dans le premier choc pétrolier (octobre 1973 – mars 1974) », sur documents.irevues.inist.fr (consulté le 1er juin 2011) p.  35-36
11. ↑   D. Lorentz, 2002, 1er chapitre, p.30-78.
12. ↑  Le documentaire La République atomique, de David Carr-Brown et Dominique Lorentz, diffusé le 14 novembre 2001 sur Arte, et le livre Affaires atomiques de Dominique Lorentz, Les Arènes  (ISBN 2-912485-22-3)
13. ↑   Les pressions contre l'Iran sont émoussées par l'abstention de la Chine et de la Russie « Copie archivée » (version du 6 mai 2014 sur Internet Archive), Le Figaro, 14 octobre 2007 (non signé)
14. ↑   Dominique Lorentz, Secret atomique, ou la véritable histoire des otages français au Liban, Les Arènes, 2002, p.138, cite Le Figaro du 21 novembre 1986 et Le Monde du 19 septembre 1986
15. ↑  Dominique Lorentz, Secret atomique, ou la véritable histoire des otages français au Liban, Les Arènes, 2002, p.136, cite Le Figaro, 18 novembre 1986
16. ↑   Dominique Lorentz, Secret atomique, 2002, p.137
17. ↑  Dominique Lorentz, Secret atomique, 2002, p.139
18. ↑   D. Lorentz, Secret atomique, p.141, cite Le Matin du 24 novembre 1986
19. ↑   D. Lorentz, 2002, p.141 (cite Le Matin du 24 novembre 1986)
20. ↑   D. Lorentz, 2002, p.141-142, cite L'Express du 9 au 15 janvier 1987
21. ↑   D. Lorentz, op.cit.
22. ↑   Thierry Oberlé, « Roland Dumas en mission discrète à Téhéran », Le Figaro, 15 octobre 2007
23. ↑   Roland Dumas, entretien publié par Géostratégiques, n°18, janvier 2008
24. ↑   « L’Iran propose à la France d'enrichir son uranium », Enerzine, 4 octobre 2006
25. 1 2   « Statements Made By The French Foreign Ministry Spokesperson », sur le site d'Iranwatch
26. ↑  Bruno Sillard, « L’État remet à l'heure commune les patrons d'Areva et d'EDF », L'Agefi, 21 janvier 2010, consulté le 7 février 2010
27. ↑   : Areva tente de tourner la page Fukushima avec sa nouvelle usine du Tricastin, 20 Minutes du 2 juin 2012
28. ↑  Clap de fin pour l’usine Eurodif, L'usine nouvelle - 4 juin 2012
29. ↑  “Le gaz employé est proche du gaz moutarde !”, Le Dauphiné - 13/03/2012
30. ↑  Arrêt d'Eurodif : la fermeture immédiate d'au moins trois réacteurs est incontournable !, Réseau sortir du nucléaire du 7 juin 2012
31. ↑  Le site nucléaire du Tricastin à l'aube d'un démantèlement pharaonique, Le Parisien, 20 janvier 2017.
32. ↑  La déconstruction des tours du Tricastin : une nouvelle page se tourne, orano, 16 avril 2025
33. ↑  L'usine Georges Besse de séparation des isotopes de l'uranium par diffusion gazeuse, ans, consulté le 2 juin 2025
34. ↑   Marc Durin-Valois, « Flambée du pétrole, une chance pour la France, leader du nucléaire », dossier du Figaro magazine, 9 novembre 2007
35. ↑  Les avantages du nucléaire en France - MINEFI/DGEMP, avril 2004
36. 1 2  « Décision n° 2011-DC-0204 de l’Autorité de sûreté nucléaire du 4 janvier 2011 établissant la liste des installations nucléaires de base au 31 décembre 2010 », sur asn.fr (consulté le 9 juin 2011).
37. ↑  Loi no 2006-686 du 13 juin 2006 relative à la transparence et à la sécurité en matière nucléaire